# Nicolas Herpin
 (juin 2018).
Si vous disposez d'ouvrages ou d'articles de référence ou si vous connaissez des sites web de qualité traitant du thème abordé ici, merci de compléter l'article en donnant les références utiles à sa vérifiabilité et en les liant à la section « Notes et références ».
Pour les articles homonymes, voir Herpin.
Nicolas Herpin est un sociologue de la consommation, né à Tours (Indre-et-Loire) en 1942. Assistant, puis maître de conférences à l'université Paris 8 (Vincennes), son enseignement porte sur la sociologie américaine. Entre 1982 et 1986, il est détaché au Centre national de la recherche scientifique (CNRS), pour réaliser et exploiter l'enquête « habillement » de l'Institut national de la statistique et des études économiques (INSEE). En 1990, il devient directeur de recherche au CNRS. Son laboratoire, l'Observatoire sociologique du changement (OSC), est à Sciences Po Paris. 

## Biographie
Raymond Aron qui, à l’École pratique des hautes études, dirige sa thèse sur la sociologie américaine, le fait inviter par Robert King Merton à l’université Columbia à New York, fin 1968, début 1969. Nicolas Herpin fait aux États-Unis plusieurs autres séjours où il rencontre notamment Erving Goffman à Philadelphie et Eliot Freidson à New York. Il découvre ainsi d’autres approches théoriques que celle du structuro-fonctionnalisme et, notamment, celle des interactionnistes. Il fait la présentation d’Anselm Strauss, invité au séminaire de Pierre Bourdieu à l’École pratique des hautes études. Son doctorat, soutenu en 1971, lui donne les matériaux de son premier livre, publié en 1973. 
Il est assistant puis maître-assistant (1972-1987) à l’université Paris-VIII (Vincennes) dans le département de sociologie dirigé par Jean-Claude Passeron et Raymonde Moulin. Ses premiers travaux empiriques s’inspirent des méthodes de l’observation participante des interactionnistes américains, notamment celles d’Anselm Strauss et Barney Glaser (en) dans Awareness of Dying (en) (1965). Il prend note de ce qui se dit entre juges, avocats, éventuels témoins et prévenus aux audiences du tribunal correctionnel. Sur la base de ces données d’observations faites en 1972 et 1973 à Paris, il publie son second ouvrage en 1978.
À l’instigation de Jon Elster, rencontré au séminaire de Raymond Aron et qu’il fait inviter pendant un an à l’université Paris-VIII, il complète ses études initiales de philosophie et de sociologie en suivant, pendant deux ans, une formation en statistique et en économie, dispensée par le Centre d’étude des programmes économiques (CEPE), organisme dépendant de l’Insee. Il est, ensuite, mis à disposition de l’Insee (1982-1987) pour réaliser la dernière enquête sur l’habillement de cet institut et pour en publier les résultats. Sa mission étant achevée, il reprend son enseignement à l’université Paris-VIII entre 1987 et 1989. Il est alors aussi responsable, pour la France, du  programme international « Local Justice », dirigé par Jon Elster, et financé, en France, par le CNRS. L’étude française porte sur le don d’organe et les obstacles que mettent les familles au prélèvement sur des personnes décédées dans des accidents. À la suite d'une étude avec Michèle Mansuy, publiée en 1993, sur l’emploi des jeunes hommes après leur service militaire, il a été invité par le secrétaire général de la défense nationale à participer, entre septembre et décembre 1995, à une commission sur le service national, dont la suppression sera annoncée en mars 1996 par le président de la république Jacques Chirac. Au début des années 1990 et pendant quatre ans, il est membre du jury de l’agrégation des sciences sociales et son vice-président, les trois dernières années.
En 1990, il entre au CNRS, comme directeur de recherche, à l’Observatoire sociologique du changement (OSC), créé à cette date par Henri Mendras. Il reprend son enseignement à Sciences-po qu’il avait interrompu pendant la réalisation de l’enquête habillement. Il reste chargé de mission  à l’Insee où il enseigne à l’École nationale de la statistique et de l'administration économique jusqu’en 2010 et où il contribue à la réalisation et à l’exploitation d’enquêtes sur la consommation des Français. Il a dirigé plusieurs thèses de doctorat  dont l’une, en cotutelle, avec une collègue de l’université Yale (États-Unis), le professeur Deborah Davis,  et dont la soutenance s’est tenue à l’université Sun-Yat-sen (Canton) en 2007.  Il a obtenu l’éméritat à la fin des années 2010. Des entreprises, notamment Renault, dans les années 1980, et BNP Paribas, en 2011 et 2012, l’ont consulté pour accompagner leurs projets de long terme. Nombre des articles et des livres qu’il a écrits, pas seulement ceux sur la consommation et les modes de vie, sont co-signés, les uns avec des sociologues, les autres avec des économistes. Plusieurs de ses ouvrages sont traduits.

## Publications
- Les Sociologues américains et le siècle, collection Sup dirigée par George Balandier,  (ISBN 978-2-1307-7607-9), Presses Universitaires de France, 1973.
- L’application de la loi. Deux poids, deux mesures, collection Sociologie,  (ISBN 2-02-004560-5), Éditions du Seuil, Paris, 1977. Traduction en Portugais. A aplicaçao da lei. A justicia esta a margem dos conflitos sociais ?, Colecçao seculo XX-XXI, Iniciativa editoriais, Lisboa, 1978.  ·
- Le Pouvoir des grands. De l’influence de la taille des hommes sur leur statut social, collection Repères,  (ISBN 978-2-7071-4972-5), La Découverte, Paris 2006.  Traduction en coréen  (ISBN 978-89-92214-48-3), Hyunsilbook, 2008.
- Sociologie de la consommation, collection Repères, troisième édition 2018  (ISBN 978-2-348-03759-7), La Découverte.  Traduction en chinois de l’édition 2001  (ISBN 7-80190-872-4), Social Sciences Academic Press, 2005.

### En tant que co-auteur
- Éthique des choix médicaux, avec Jon Elster. Collection Changement social en Europe occidentale,  (ISBN 1-85567-211-1), Actes Sud, 1992. Traduction en anglais The ethics of medical choice,  (ISBN 1-85567-249-9), Pinter Publisher, 1994.  ·
- La Sociologie américaine. Controverses et innovations, avec Nicolas Jonas, collection Grands Repères,  (ISBN 978-2-7071-5881-9), La Découverte, 2011. L’ouvrage fait l’objet d’un compte rendu : http//journals.openedition.org/lectures/6206  ·
- La Consommation des Français, avec Daniel Verger. Collection Repères, la première édition est en un volume en 1988  (ISBN 978-2707142962) et  la seconde édition, en 2000 en deux tomes  (ISBN 2-7071-3150-4) et  (ISBN 2-7071-3189-X), La Découverte.
- Consommation et modes de vie en France, une approche économique et sociologique sur un demi-siècle, avec Daniel Verger. Collection Grands Repères  (ISBN 978-2707156655), La Découverte, 2008. L’ouvrage fait l’objet d’un compte-rendu par le professeur Simon Langlois  dans l’Année sociologique, vol. 61, n° 1, p. 160-167.